# 652 Jubilatrix
652 Jubilatrix

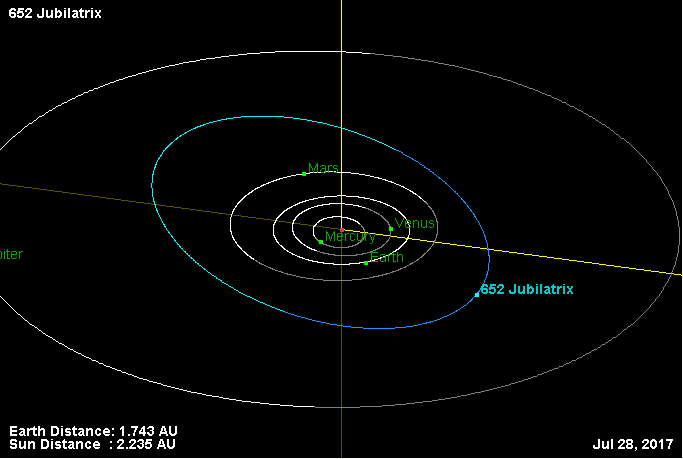
Quỹ đạo của 652 Jubilatrix và vị trí của nó vào ngày 28/7/2017

652 Jubilatrix là một tiểu hành tinh ở vành đai chính. Nó được J. Palisa phát hiện ngày 4.11.1907 ở Viên và được đặt theo tên lễ kỷ niệm 60 năm trị vì của hoàng đế Franz Joseph I của Áo, nhân dịp tiểu hành tinh này được phát hiện